# Organització Feixista de Totes les Rússies
Organització Feixista de Totes les Rússies (OFTR) rus: Всероссийская фашистская организация, transliterat: Vserossískaia faixístskaia organizàtsia, VFO, o Partit Feixista Nacional-Revolucionari dels Treballadors i Camperols de Totes les Rússies, fou un petit però actiu grup feixista rus, dirigit per l'exiliat Anastassi Vonsiatski, jove rus casat amb la mil·lionària americana Maryon Reem. Es va crear a Connecticut el 1933. Durant la Segona Guerra Mundial, Vonsiatzki fou arrestat per l'FBI; va morir als anys seixanta.
Representants del Partit Feixista Rus (PFR) i de l'OFTR van reunir-se a Yokohama el 1934, on van signar un protocol per a la creació del Partit Feixista de Totes les Rússies (PFTR) el dia 3 d'abril. Aquest fou formalment creat el 26 d'abril de 1934 a Harbin.
La fusió entre els dos grups fou bastant problemàtica perquè Anastassi Vonsiatski s'oposava a l'antisemitisme del PFR i considerava que els seus grups de suport – principalment cosacs i monàrquics – representaven un anacronisme. Així, entre octubre i desembre del 1934 es va produir la ruptura entre els dos líders destacats, Konstantín Rodzaievski i Anastassi Vonsiatski. Aquest darrer acabaria fundant el seu propi 'Partit Nacional Revolucionari Rus'.
La bandera de l'OFTR era vermella, amb una esvàstica blanca fimbrejada de blau al centre.